# Sphaerophoria vockerothi
Sphaerophoria vockerothi är en tvåvingeart som beskrevs av Joseph 1970. Sphaerophoria vockerothi ingår i släktet sländblomflugor, och familjen blomflugor.
Artens utbredningsområde är Taiwan. Inga underarter finns listade i Catalogue of Life.